# Ramal Amanov
Ramal Amanov, född 13 september 1984 i Ganja, är en boxare från  Azerbajdzjan som tävlar i lättvikt. 

## Höjdpunkter i karriären
- Vid VM i amatörboxning 2005 vann han silver i lättvikt. Han slog i semifinalen ut italienaren Domenico Valentino, som var en av favoriterna. Men förlorade i finalen mot kubanen Yordenis Ugas.[3]

- 2006 vann han Chowdhry Cup. I finalen vann han mot Aydin Selcuk från Turkiet.[4]

- Vid VM 2007 vann han mot Daouda Sow, men förlorade mot Frankie Gavin som var den som vann hela tävlingen.[5]